# (55403) 2001 SG325
2001 أس جي 325 (ويعرف أيضًا باسم (55403) 2001 أس جي 325 وفق تسمية الكوكب الصغير) (بالإنجليزية: 2001 SG325)‏ هو كويكب ضمن حزام الكويكبات؛ وترتيبه 55403 من حيث الاكتشاف.
اكتُشف هذا الجُرم الفلكي بواسطة بحث لنكولن عن الكويكبات القريبة من الأرض في 16 سبتمبر 2001.

## وصلات خارجية
- (55403) 2001 SG325 في قاعدة بيانات مختبر الدفع النفاث لأجرام النظام الشمسي الصغيرة

- الاكتشاف · مخطط المدار ·  العناصر المدارية · المعلمات المادية

- (55403) 2001 SG325 على موقع ويكي سكاي: DSS2, SDSS, GALEX, IRAS, Hydrogen α, X-Ray, Astrophoto, Sky Map, Articles and images